# Artemisia insipida
Espèce
Statut de conservation UICN

 CR D : 
En danger critique
L’Armoise insipide (Artemisia insipida) est une espèce de plantes herbacées du genre Artemisia, les armoises.

## Description
Cette plante, sans odeur prononcée et sans saveur spéciale, mesure de 30 à 40 cm.
Elle est entièrement blanche et soyeuse, et les capitules à fleurs jaunâtres et surtout apparents par leurs involucres verdâtres et poilus, se développent en juillet et août.
Les feuilles sont divisées en lanières ovales-allongées, et aiguës au sommet ou tout au moins terminées par une petite pointe courte. Elles portent toutes à la base deux petits lobes formant comme deux oreilles. Les feuilles inférieures et celles de la base ont un pétiole ; les feuilles moyennes sont divisées deux fois.
Les capitules, presque globuleux, penchés, sont disposés en une grappe composée, allongée, et sont tous plus ou moins tournés du même côté. Les corolles sont sans poils. L'involucre est formé de bractées velues, dont les extérieures sont vertes et étroitement ovales, les moyennes ovales et robustes, les intérieures membraneuses sur le bord.
C'est une plante vivace, à tige florifère dressée, à rameaux non florifères nombreux et formant des rosettes de feuilles issues de la tige souterraine.

## Histoire
Artemisia insipida fut découverte en France dans l'été 1773 par Dominique Chaix (1730-1799), botaniste et curé des Baux, sur une petite montagne au nord-ouest de Gap. Mais c'est Dominique Villars (1745-1814), un ami médecin et botaniste, qui fera la description de l'espèce en 1779.
Depuis 1773, de nombreux botanistes sont venus rechercher la plante, mais sans succès. Elle a longtemps été considérée comme une espèce éteinte en France. Au début de l'été 2006, la plante a été retrouvée par Luc Garraud, sur un espace de 2 m2. Poussant en lisière d'une chênaie très embroussaillée, la plante, très stolonifère, se perd vite dans les sous-bois, où, faute de lumière, elle ne fleurit pas.

## Distribution
C'est une plante des steppes continentales dont la répartition morcelée va du sud de l'Europe à la Sibérie. C'est une espèce tardiglacière et relictuelle dont l'optimum des populations est centré sur la région pontico-sarmatique (Asie mineure).
En France, on la trouve uniquement au Devès de Rabou, une basse montagne orientée nord-sud, adossée à l'ubac de la montagne de Charance. L'histoire du Devès de Rabou (géologique, climatique...) fait de cette montagne un site dont la végétation est très originale.

## Statut de l'espèce
- Protection nationale en France, annexe 1
- Livre rouge national en France, tome 1
- convention de Berne, annexe 1